# Llista d'asteroides/206401-206500
| Nom      | Designació provisional | Data de descobriment   | Lloc de descobriment | Descobridor/s  |
| -------- | ---------------------- | ---------------------- | -------------------- | -------------- |
| 206401 - | 2003 SM54              | 16 de setembre de 2003 | Anderson Mesa        | LONEOS         |
| 206402 - | 2003 SQ58              | 17 de setembre de 2003 | Anderson Mesa        | LONEOS         |
| 206403 - | 2003 SF63              | 17 de setembre de 2003 | Kitt Peak            | Spacewatch     |
| 206404 - | 2003 SM63              | 17 de setembre de 2003 | Kitt Peak            | Spacewatch     |
| 206405 - | 2003 SA72              | 18 de setembre de 2003 | Kitt Peak            | Spacewatch     |
| 206406 - | 2003 SH89              | 18 de setembre de 2003 | Palomar              | NEAT           |
| 206407 - | 2003 SB90              | 18 de setembre de 2003 | Palomar              | NEAT           |
| 206408 - | 2003 SH95              | 19 de setembre de 2003 | Palomar              | NEAT           |
| 206409 - | 2003 ST95              | 19 de setembre de 2003 | Palomar              | NEAT           |
| 206410 - | 2003 SE99              | 19 de setembre de 2003 | Kitt Peak            | Spacewatch     |
| 206411 - | 2003 SS100             | 20 de setembre de 2003 | Desert Eagle         | W. K. Y. Yeung |
| 206412 - | 2003 SY104             | 20 de setembre de 2003 | Palomar              | NEAT           |
| 206413 - | 2003 SO111             | 20 de setembre de 2003 | Socorro              | LINEAR         |
| 206414 - | 2003 SZ113             | 16 de setembre de 2003 | Anderson Mesa        | LONEOS         |
| 206415 - | 2003 SM116             | 16 de setembre de 2003 | Anderson Mesa        | LONEOS         |
| 206416 - | 2003 SO118             | 16 de setembre de 2003 | Kitt Peak            | Spacewatch     |
| 206417 - | 2003 SP132             | 19 de setembre de 2003 | Kitt Peak            | Spacewatch     |
| 206418 - | 2003 SD137             | 20 de setembre de 2003 | Palomar              | NEAT           |
| 206419 - | 2003 SS137             | 21 de setembre de 2003 | Campo Imperatore     | CINEOS         |
| 206420 - | 2003 SG140             | 19 de setembre de 2003 | Campo Imperatore     | CINEOS         |
| 206421 - | 2003 ST141             | 20 de setembre de 2003 | Campo Imperatore     | CINEOS         |
| 206422 - | 2003 SQ146             | 20 de setembre de 2003 | Haleakala            | NEAT           |
| 206423 - | 2003 SG148             | 16 de setembre de 2003 | Socorro              | LINEAR         |
| 206424 - | 2003 SX149             | 17 de setembre de 2003 | Socorro              | LINEAR         |
| 206425 - | 2003 SU157             | 20 de setembre de 2003 | Socorro              | LINEAR         |
| 206426 - | 2003 SP166             | 21 de setembre de 2003 | Socorro              | LINEAR         |
| 206427 - | 2003 SZ168             | 23 de setembre de 2003 | Haleakala            | NEAT           |
| 206428 - | 2003 SV170             | 21 de setembre de 2003 | Uccle                | T. Pauwels     |
| 206429 - | 2003 SZ174             | 18 de setembre de 2003 | Kitt Peak            | Spacewatch     |
| 206430 - | 2003 SH178             | 19 de setembre de 2003 | Palomar              | NEAT           |
| 206431 - | 2003 SY180             | 20 de setembre de 2003 | Socorro              | LINEAR         |
| 206432 - | 2003 SY181             | 20 de setembre de 2003 | Socorro              | LINEAR         |
| 206433 - | 2003 SK188             | 22 de setembre de 2003 | Anderson Mesa        | LONEOS         |
| 206434 - | 2003 SF195             | 20 de setembre de 2003 | Palomar              | NEAT           |
| 206435 - | 2003 SR196             | 20 de setembre de 2003 | Palomar              | NEAT           |
| 206436 - | 2003 SE198             | 21 de setembre de 2003 | Anderson Mesa        | LONEOS         |
| 206437 - | 2003 SW198             | 21 de setembre de 2003 | Anderson Mesa        | LONEOS         |
| 206438 - | 2003 SS204             | 22 de setembre de 2003 | Socorro              | LINEAR         |
| 206439 - | 2003 SE207             | 26 de setembre de 2003 | Socorro              | LINEAR         |
| 206440 - | 2003 SC210             | 25 de setembre de 2003 | Uccle                | Uccle          |
| 206441 - | 2003 SY220             | 29 de setembre de 2003 | Desert Eagle         | W. K. Y. Yeung |
| 206442 - | 2003 SY233             | 25 de setembre de 2003 | Palomar              | NEAT           |
| 206443 - | 2003 SY234             | 26 de setembre de 2003 | Socorro              | LINEAR         |
| 206444 - | 2003 SJ235             | 27 de setembre de 2003 | Socorro              | LINEAR         |
| 206445 - | 2003 SL246             | 26 de setembre de 2003 | Socorro              | LINEAR         |
| 206446 - | 2003 SU260             | 27 de setembre de 2003 | Kitt Peak            | Spacewatch     |
| 206447 - | 2003 SN268             | 29 de setembre de 2003 | Kitt Peak            | Spacewatch     |
| 206448 - | 2003 SY271             | 26 de setembre de 2003 | Goodricke-Pigott     | R. A. Tucker   |
| 206449 - | 2003 SJ274             | 28 de setembre de 2003 | Socorro              | LINEAR         |
| 206450 - | 2003 SG279             | 30 de setembre de 2003 | Kitt Peak            | Spacewatch     |
| 206451 - | 2003 SD302             | 17 de setembre de 2003 | Palomar              | NEAT           |
| 206452 - | 2003 SA309             | 30 de setembre de 2003 | Anderson Mesa        | LONEOS         |
| 206453 - | 2003 SE314             | 21 de setembre de 2003 | Anderson Mesa        | LONEOS         |
| 206454 - | 2003 SK318             | 17 de setembre de 2003 | Kitt Peak            | Spacewatch     |
| 206455 - | 2003 SM319             | 21 de setembre de 2003 | Haleakala            | NEAT           |
| 206456 - | 2003 SJ321             | 20 de setembre de 2003 | Palomar              | NEAT           |
| 206457 - | 2003 SV356             | 18 de setembre de 2003 | Kitt Peak            | Spacewatch     |
| 206458 - | 2003 TM                | 3 d'octubre de 2003    | Cordell-Lorenz       | D. T. Durig    |
| 206459 - | 2003 TD5               | 2 d'octubre de 2003    | Socorro              | LINEAR         |
| 206460 - | 2003 TY6               | 1 d'octubre de 2003    | Anderson Mesa        | LONEOS         |
| 206461 - | 2003 TE7               | 1 d'octubre de 2003    | Anderson Mesa        | LONEOS         |
| 206462 - | 2003 TN10              | 15 d'octubre de 2003   | Wrightwood           | J. W. Young    |
| 206463 - | 2003 TW14              | 14 d'octubre de 2003   | Anderson Mesa        | LONEOS         |
| 206464 - | 2003 TM15              | 15 d'octubre de 2003   | Anderson Mesa        | LONEOS         |
| 206465 - | 2003 TA18              | 14 d'octubre de 2003   | Palomar              | NEAT           |
| 206466 - | 2003 TZ41              | 2 d'octubre de 2003    | Kitt Peak            | Spacewatch     |
| 206467 - | 2003 TY58              | 2 d'octubre de 2003    | Socorro              | LINEAR         |
| 206468 - | 2003 UY                | 16 d'octubre de 2003   | Kitt Peak            | Spacewatch     |
| 206469 - | 2003 UD2               | 16 d'octubre de 2003   | Kitt Peak            | Spacewatch     |
| 206470 - | 2003 UQ2               | 16 d'octubre de 2003   | Kitt Peak            | Spacewatch     |
| 206471 - | 2003 US8               | 16 d'octubre de 2003   | Socorro              | LINEAR         |
| 206472 - | 2003 UX11              | 17 d'octubre de 2003   | Kitt Peak            | Spacewatch     |
| 206473 - | 2003 UZ22              | 19 d'octubre de 2003   | Kitt Peak            | Spacewatch     |
| 206474 - | 2003 UU34              | 18 d'octubre de 2003   | Anderson Mesa        | LONEOS         |
| 206475 - | 2003 UP48              | 16 d'octubre de 2003   | Anderson Mesa        | LONEOS         |
| 206476 - | 2003 UU49              | 16 d'octubre de 2003   | Palomar              | NEAT           |
| 206477 - | 2003 UV50              | 18 d'octubre de 2003   | Palomar              | NEAT           |
| 206478 - | 2003 UO51              | 18 d'octubre de 2003   | Palomar              | NEAT           |
| 206479 - | 2003 UV51              | 18 d'octubre de 2003   | Palomar              | NEAT           |
| 206480 - | 2003 UW52              | 18 d'octubre de 2003   | Palomar              | NEAT           |
| 206481 - | 2003 UL58              | 16 d'octubre de 2003   | Kitt Peak            | Spacewatch     |
| 206482 - | 2003 UX64              | 16 d'octubre de 2003   | Anderson Mesa        | LONEOS         |
| 206483 - | 2003 UU65              | 16 d'octubre de 2003   | Palomar              | NEAT           |
| 206484 - | 2003 UJ66              | 16 d'octubre de 2003   | Palomar              | NEAT           |
| 206485 - | 2003 UP66              | 16 d'octubre de 2003   | Palomar              | NEAT           |
| 206486 - | 2003 US66              | 16 d'octubre de 2003   | Palomar              | NEAT           |
| 206487 - | 2003 UG68              | 16 d'octubre de 2003   | Kitt Peak            | Spacewatch     |
| 206488 - | 2003 UJ74              | 16 d'octubre de 2003   | Haleakala            | NEAT           |
| 206489 - | 2003 UO74              | 17 d'octubre de 2003   | Kitt Peak            | Spacewatch     |
| 206490 - | 2003 UX76              | 17 d'octubre de 2003   | Anderson Mesa        | LONEOS         |
| 206491 - | 2003 UW79              | 16 d'octubre de 2003   | Goodricke-Pigott     | R. A. Tucker   |
| 206492 - | 2003 UW80              | 16 d'octubre de 2003   | Anderson Mesa        | LONEOS         |
| 206493 - | 2003 UX80              | 16 d'octubre de 2003   | Anderson Mesa        | LONEOS         |
| 206494 - | 2003 UQ84              | 18 d'octubre de 2003   | Kitt Peak            | Spacewatch     |
| 206495 - | 2003 UG85              | 18 d'octubre de 2003   | Kitt Peak            | Spacewatch     |
| 206496 - | 2003 UC95              | 18 d'octubre de 2003   | Kitt Peak            | Spacewatch     |
| 206497 - | 2003 UR100             | 19 d'octubre de 2003   | Haleakala            | NEAT           |
| 206498 - | 2003 UT100             | 19 d'octubre de 2003   | Haleakala            | NEAT           |
| 206499 - | 2003 UV100             | 20 d'octubre de 2003   | Kitt Peak            | Spacewatch     |
| 206500 - | 2003 UQ103             | 20 d'octubre de 2003   | Kitt Peak            | Spacewatch     |